# Diputats a les Corts Valencianes (VIII Legislatura)
Llista completa dels 99 diputats presents a la VIII Legislatura (2011-2015).
| Nom                                      | Circumscripció | Partit                                | Grup Parlamentari                                                      | Substitució                                                                                               |
| ---------------------------------------- | -------------- | ------------------------------------- | ---------------------------------------------------------------------- | --- |
| Jorge Alarte Gorbe                       | València       | PSPV                                  | Socialista                                                             | |
| Marina Albiol Guzmán                     | Castelló       | EUPV                                  | Esquerra Unida                                                         | Víctor Tormo Grau (des del 30/05/2014)                                                                    |
| María Carmen Amorós Granell              | Castelló       | PPCV                                  | Popular                                                                | |
| Vicente Arques Cortés                    | Alacant        | PSPV                                  | Socialista                                                             | |
| César Augusto Asencio Adsuar             | Alacant        | PPCV                                  | Popular                                                                | María Teresa Parra Almiñana (des del 14/09/2011)                                                          |
| Andrés Antonio Ballester Costa           | Alacant        | PPCV                                  | Popular                                                                | |
| Rita Barberà Nolla                       | València       | PPCV                                  | Popular                                                                | |
| Ana Barceló Chico                        | Alacant        | PSPV                                  | Socialista                                                             | |
| Ángela María Barceló Martorell           | Alacant        | PPCV                                  | Popular                                                                | |
| Rosa María Barrieras Mombrú              | Castelló       | PPCV                                  | Popular                                                                | |
| Jorge Bellver Casaña                     | València       | PPCV                                  | Popular                                                                | |
| José Benlloch Fernández                  | Castelló       | PSPV                                  | Socialista                                                             | |
| Ana María Besalduch Besalduch            | Castelló       | PSPV                                  | Socialista                                                             | |
| Vicente Betoret Coll                     | València       | PPCV                                  | Popular                                                                | |
| Jesús Ignacio Blanco Giner               | València       | EUPV                                  | Esquerra Unida                                                         | |
| Rafael Blasco Castany                    | València       | PPCV (fins al 22/06/2013) Independent | Popular (del 9/11/2011 al 25/06/2013) No adscrits (des del 25/06/2013) | Desamparados Sancho Vicente (des del 3/06/2014)                                                           |
| Alfredo Miguel Boix Pastor               | València       | PSPV                                  | Socialista                                                             | |
| María Elena Bonet Mancheño               | Alacant        | PPCV                                  | Popular                                                                | |
| Gerardo Camps Devesa                     | Alacant        | PPCV                                  | Popular                                                                | Antonio Lorenzo Paredes (des del 8/12/2011)                                                               |
| Francisco Enrique Camps Ortiz            | València       | PPCV                                  | Popular                                                                | |
| Sonia Castedo Ramos                      | Alacant        | PPCV                                  | Popular                                                                | Juan Guillermo Moratal Cloquell (des del 06/05/2014)                                                      |
| Juan Mariano Castejón Chaler             | Castelló       | PPCV                                  | Popular                                                                | |
| Serafín Castellano Gómez                 | València       | PPCV                                  | Popular                                                                | María Dolores Botella Arbona (des del 20/06/2014)                                                         |
| Alfredo Cesáreo Castelló Sáez            | València       | PPCV                                  | Popular                                                                | |
| María José Català Verdet                 | València       | PPCV                                  | Popular                                                                | |
| Manuel Cervera Taulet                    | Castelló       | PPCV                                  | Popular                                                                | María Nieves Martínez Tarazona (des del 8/12/2011)                                                        |
| José Císcar Bolufer                      | Alacant        | PPCV                                  | Popular                                                                | |
| Antonio Ángel Clemente Olivert           | València       | PPCV                                  | Popular                                                                | |
| Ricardo Costa Climent                    | Castelló       | PPCV                                  | Popular                                                                | Verónica Hernández Agramunt (des del 14/1/2015)                                                           |
| Juan Gabriel Cotino Ferrer               | València       | PPCV                                  | Popular                                                                | Felipe Guillermo del Baño Fernández (des del 21/10/2014)                                                  |
| María Vicenta Crespo Domínguez           | Alacant        | PSPV                                  | Socialista                                                             | |
| Luís Bernardo Díaz Alperi                | Alacant        | PPCV                                  | Popular                                                                | María Dolores Zaragoza Teuler (des del 22/04/2014)                                                        |
| Vicent Esteve Nebot                      | Castelló       | PSPV                                  | Socialista                                                             | Miguel Ángel Guillén Galindo (des del 9/5/2012)                                                           |
| Alberto Fabra Part                       | Castelló       | PPCV                                  | Popular                                                                | |
| Rafael Ferraro Sebastià                  | València       | PPCV                                  | Popular                                                                | |
| Francesc Xavier Ferri Fayos              | València       | BLOC                                  | Compromís                                                              | |
| Mario Francisco José Flores Lanuza       | Alacant        | PPCV                                  | Popular                                                                | Antonio Ángel Hurtado Roca (des del 8/12/2011 al 2/04/2013) Miguel Zaragoza Fernández (des del 3/04/2013) |
| Alejandro Font de Mora Turón             | Castelló       | PPCV                                  | Popular                                                                | |
| Esther Mártires Franco Aliaga            | València       | PPCV                                  | Popular                                                                | |
| María José García Herrero                | Alacant        | PPCV                                  | Popular                                                                | |
| Yolanda Violeta García Santos            | Alacant        | PPCV                                  | Popular                                                                | José María Rodríguez Galant (des del 14/1/2015)                                                           |
| Fernando María Giner Giner               | València       | PPCV                                  | Popular                                                                | |
| Pedro Hernández Mateo                    | Alacant        | PPCV                                  | Popular                                                                | Elisa Díaz González (des del 14/12/2012)                                                                  |
| Francisca Mercedes Hernández Miñana      | València       | PPCV                                  | Popular                                                                | |
| María Dolores Huesca Rodríguez           | Alacant        | PSPV                                  | Socialista                                                             | Modesta Salazar Agulló (des del 19/10/2011)                                                               |
| Rubén Ibáñez Bordonau                    | Castelló       | PPCV                                  | Popular                                                                | |
| Luís Miguel Ibáñez Gadea                 | València       | PPCV                                  | Popular                                                                | Enma Iranzo Martín (des del 24/01/2014)                                                                   |
| María Belén Juste Picón                  | València       | PPCV                                  | Popular                                                                | María José Masip Sanchis (des del 8/12/2011 al 14/11/2013) Vicente Soria Mora (des del 18/11/2013)        |
| María Soledad Linares Rodríguez          | Castelló       | PPCV                                  | Popular                                                                | |
| Esther López Barceló                     | Alacant        | EUPV                                  | Esquerra Unida                                                         | |
| Julián López Milla                       | Alacant        | PSPV                                  | Socialista                                                             | |
| Verónica López Ramón                     | Alacant        | PSPV                                  | Socialista                                                             | |
| Ángel Luna González                      | Alacant        | PSPV                                  | Socialista                                                             | Rosa de Falastín Mustafá Ávila (des de l'1/09/2014)                                                       |
| Javier Carlos Macho Lorenzo              | Alacant        | PSPV                                  | Socialista                                                             | |
| Rafael Maluenda Verdú                    | Alacant        | PPCV                                  | Popular                                                                | |
| Verónica Marcos Puig                     | València       | PPCV                                  | Popular                                                                | |
| José Marí Olano                          | València       | PPCV                                  | Popular                                                                | Manuel Miguel Bustamante Bautista (des del 10/01/2013)                                                    |
| María Milagrosa Martínez Navarro         | Alacant        | PPCV                                  | Popular                                                                | Juan de Dios Navarro Caballero (des del 26/03/2014)                                                       |
| Carmen Martínez Ramírez                  | València       | PSPV                                  | Socialista                                                             | |
| Ricardo Martínez Rodríguez               | Castelló       | PPCV                                  | Popular                                                                | |
| Eva Martínez Ruiz                        | València       | PSPV                                  | Socialista                                                             | |
| Alicia de Miguel García                  | València       | PPCV                                  | Popular                                                                | María Rosa Roca Castelló (des del 26/7/2013)                                                              |
| Trinidad María Miró Mira                 | Alacant        | PPCV                                  | Popular                                                                | |
| Mireia Mollà Herrera                     | Alacant        | Iniciativa                            | Compromís                                                              | |
| José Luís Moreno Escrivá                 | València       | PSPV                                  | Socialista                                                             | |
| Cristina Moreno Fernández                | València       | PSPV                                  | Socialista                                                             | |
| Enric Xavier Morera Català               | València       | BLOC                                  | Compromís                                                              | |
| Jaime Mundo Alberto                      | Castelló       | PPCV                                  | Popular                                                                | |
| Carmen Ninet Peña                        | València       | PSPV                                  | Socialista                                                             | |
| Mónica Oltra Jarque                      | València       | Iniciativa                            | Compromís                                                              | |
| Eva Ortiz Vilella                        | Alacant        | PPCV                                  | Popular                                                                | María Pilar Sol Cortés (des del 8/12/2011)                                                                |
| Eduardo Ovejero Adelantado               | València       | PPCV                                  | Popular                                                                | |
| Josep Maria Pañella Alcàcer              | Castelló       | BLOC                                  | Compromís                                                              | |
| Antonio Vicente Peral Villar             | Alacant        | PPCV                                  | Popular                                                                | |
| Juan Ignacio Ponce Guardiola             | València       | Els Verds - EE                        | Compromís                                                              | |
| Vicent Rambla Momplet                    | Castelló       | PPCV                                  | Popular                                                                | |
| Rafael Rubio Martínez                    | València       | PSPV                                  | Socialista                                                             | |
| Alfonso Rus Terol                        | València       | PPCV                                  | Popular                                                                | |
| Victor Manuel Sahuquillo Martínez        | València       | PSPV                                  | Socialista                                                             | |
| María José Salvador Rubert               | Castelló       | PSPV                                  | Socialista                                                             | |
| José Manuel Sánchez Asencio              | Alacant        | PSPV                                  | Socialista                                                             | |
| César Sánchez Pérez                      | Alacant        | PPCV                                  | Popular                                                                | |
| Paula Sánchez de León Guardiola          | València       | PPCV                                  | Popular                                                                | Sagrario Sánchez Cortés (des del 15/2/2012)                                                               |
| Rosario Margarita Sanz Alonso            | València       | EUPV                                  | Esquerra Unida                                                         | |
| Pilar Teresa Sarrión Ponce               | València       | PSPV                                  | Socialista                                                             | |
| David Francisco Serra Cervera            | Alacant        | PPCV                                  | Popular                                                                | María Mercedes Torregrosa Orts (des del 16/09/2014)                                                       |
| Jordi Serra Ferrer                       | Alacant        | PSPV                                  | Socialista                                                             | |
| Francesc de Borja Signes Núñez           | València       | PSPV                                  | Socialista                                                             | |
| Juan Soto Ramírez                        | València       | PSPV                                  | Socialista                                                             | |
| Juan Ignacio Loyola Subías Ruíz de Villa | Castelló       | PSPV                                  | Socialista                                                             | |
| Angélica Gemma Such Ronda                | Alacant        | PPCV                                  | Popular                                                                | Marcos Enrique Zaragoza Mayor (des del 4/3/2014)                                                          |
| Óscar Tena García                        | Castelló       | PSPV                                  | Socialista                                                             | |
| Clara Tirado Museros                     | Castelló       | PSPV                                  | Socialista                                                             | |
| Francisco Toledo Lobo                    | Castelló       | PSPV                                  | Socialista                                                             | |
| Antonio Torres Salvador                  | Alacant        | PSPV                                  | Socialista                                                             | |
| Lluís Torró Gil                          | Alacant        | EUPV                                  | Esquerra Unida                                                         | |
| Dèlia Valero Ferri                       | Castelló       | PSPV                                  | Socialista                                                             | |
| Ferran Josep Verdú Monllor               | Alacant        | PSPV                                  | Socialista                                                             | Jordi Valentí Martínez Juan (des del 15/11/2012)                                                          |
| María Fernanda Vidal Causanilles         | Castelló       | PPCV                                  | Popular                                                                | |